# Tomoko Kawase
Tomoko Kawase (川瀬智子 Kawase Tomoko; Kyoto, 6 febbraio 1975) è una cantante giapponese, frontman del gruppo The Brilliant Green. Ha anche un'attività come solista, con gli pseudonimi di Tommy February6 e, in seguito, di Tommy Heavenly6.
Ha al suo attivo 4 album con i Brilliant Green, 2 come Tommy February6 e 3 come Tommy Heavenly6, oltre a diversi singoli.
La canzone Lonely in Gorgeous, pubblicata nel 2005 come singolo con lo pseudonimo di Tommy February6 è stata opening theme dell'anime Paradise Kiss; Pray, pubblicata con lo pseudonimo di Tommy Heavenly6, è stata la prima opening di Gintama. Papermoon, pubblica nel 2008 con lo stesso pseudonimo, è stata la seconda opening theme dell'anime Soul Eater, mentre la canzone "Monochrome Rainbow" è stata la prima ending theme della seconda serie di Bakuman e gundam 00
È sposata con Shunsaku Okuda, bassista dei Brilliant Green.